# Клюскі (Верушовський повіт)
Клюскі (пол. Kluski) — село в Польщі, у гміні Лютутув Верушовського повіту Лодзинського воєводства.
Населення — 126 осіб (2011).
У 1975—1998 роках село належало до Серадзького воєводства.

## Демографія
Демографічна структура станом на 31 березня 2011 року:
|          | Загалом | Допрацездатний вік | Працездатний вік | Постпрацездатний вік |
| -------- | ------- | ------------------ | ---------------- | -------------------- |
| Чоловіки | 69      | 11                 | 48               | 10                   |
| Жінки    | 57      | 9                  | 30               | 18                   |
| Разом    | 126     | 20                 | 78               | 28                   |